# Olena Kolesničenko
Olena Dmytrivna Kolesničenko (in ucraino Олена Дмитрівна Колесніченко?; Rivne, 3 giugno 1993) è un'ostacolista ucraina.

## Biografia
Olena si è avvicinata all'atletica a cinque anni dopo aver accompagnato il padre, ostacolista professionista, ad un allenamento. In quell'occasione ha provato qualche disciplina per poi seguire le orme paterne. Il primo allenatore di Olena fu Vjačeslav Kornijčuk, allenatore dei più piccoli, e successivamente fu seguita dal padre. A 14 anni passa sotto la guida di Vadim Podoljanka, che aveva allenato il padre negli ultimi anni di attività e che è tuttora il suo allenatore.
Attualmente Olena frequenta il secondo anno della facoltà di educazione fisica all'Università di Rivne.
Nel maggio 2009, a Jalta, Olena Kolesničenko è campionessa juniores d'ucraina dei 400 metri ostacoli femminili e nel 2010 ai trials europei giovanili di Mosca si classifica seconda. Lo stesso anno si classifica terza nei primi giochi olimpici giovanili a  Singapore dopo Aurelie Chaboudez e Stina Troest. L'ultimo importante risultato lo ottiene ai campionati mondiali juniores di Barcellona dove si classifica quarta sempre nei 400 ostacoli.

## Palmarès
| Anno | Manifestazione            | Sede           | Evento   | Risultato  | Tempo   | Note                                     |
| ---- | ------------------------- | -------------- | -------- | ---------- | ------- | ---------------------------------------- |
| 2010 | Giochi olimpici giovanili | Singapore      | 400 m hs | Bronzo     | 59"25   |                                          |
| 2012 | Mondiali juniores         | Barcellona     | 400 m hs | 4ª         | 58"10   |                                          |
| 2014 | Europei                   | Zurigo         | 400 m hs | Batteria   | 58"04   |                                          |
| 2015 | Europei under 23          | Tallinn        | 400 m hs | 6ª         | 56"83   | Miglior prestazione personale stagionale |
| 2015 | Europei under 23          | Tallinn        | 4x400 m  | 5ª         | 3'32"86 |                                          |
| 2016 | Europei                   | Amsterdam      | 400 m hs | Semifinale | 56"54   |                                          |
| 2016 | Giochi olimpici           | Rio de Janeiro | 400 m hs | Semifinale | 56"77   |                                          |
| 2017 | Mondiali                  | Londra         | 400 m hs | Semifinale | 55"95   |                                          |
| 2017 | Universiadi               | Taipei         | 400 m hs | Bronzo     | 56"14   | Miglior prestazione personale stagionale |
| 2017 | Universiadi               | Taipei         | 4x400 m  | Finale     | dq      |                                          |